# Пражская фондовая биржа
Пражская фондовая биржа (чеш. Burza cenných papírů Praha, BCPP, англ. Prague Stock Exchange, PSE) является основным организатором рынка ценных бумаг в Чешской Республике и в настоящее время (по состоянию на сентябрь 2005 года), вторая по величине фондовая биржа в странах Центральной и Восточной Европы. Несмотря на то, что первая биржа появилась в Праге еще в 1861 году, Пражская биржа была создана только 24 ноября 1992 года и начала торги 6 апреля 1993 года.